# Xã Royalton, Michigan
Xã Royalton (tiếng Anh: Royalton Township) là một xã thuộc quận Berrien, tiểu bang Michigan, Hoa Kỳ. Năm 2010, dân số của xã này là 4.766 người.